# Concavenator
Конкавенатор (Concavenator) — викопний рід кархародонтозаврових тероподів, що жив приблизно 130 мільйонів років тому в ранній крейдяний період (баремський вік). Складається з єдиного виду — Concavenator corcovatus, чия назва означає «горбатий мисливець з Куенки». Скам'янілість була знайдена в іспанській місцевості Лас-Хояс палеонтологами Хосе Луїсом Сансом, Франциско Ортеґою та Фернандо Ескасо з Автономного університету Мадрида та Національного університету дистанційної освіти.

## Опис

Розміри в порівнянні з людиною

Конкавенатор був середнім за розмірами кархародонтозавром, що досягав 5—6 м завдовжки й 320—400 кг масою. Він мав кілька унікальних рис, включаючи два надзвичайно високі хребці перед стегнами, які утворювали високий, вузький, загострений гребінь (що, можливо, підтримував горб) на спині динозавра. Функція таких гребенів, однак, наразі невідома. Палеонтолог Роджер Бенсон з Кембридзького університету припустив, що, можливо, це «аналог гребенів на голові, які використовувалися іншими видами для демонстрацій», але іспанські вчені, які віднайшли зразок, зауважили, що гребінь конкавенатора також міг слугувати терморегулятором.

### Шкірний покрив

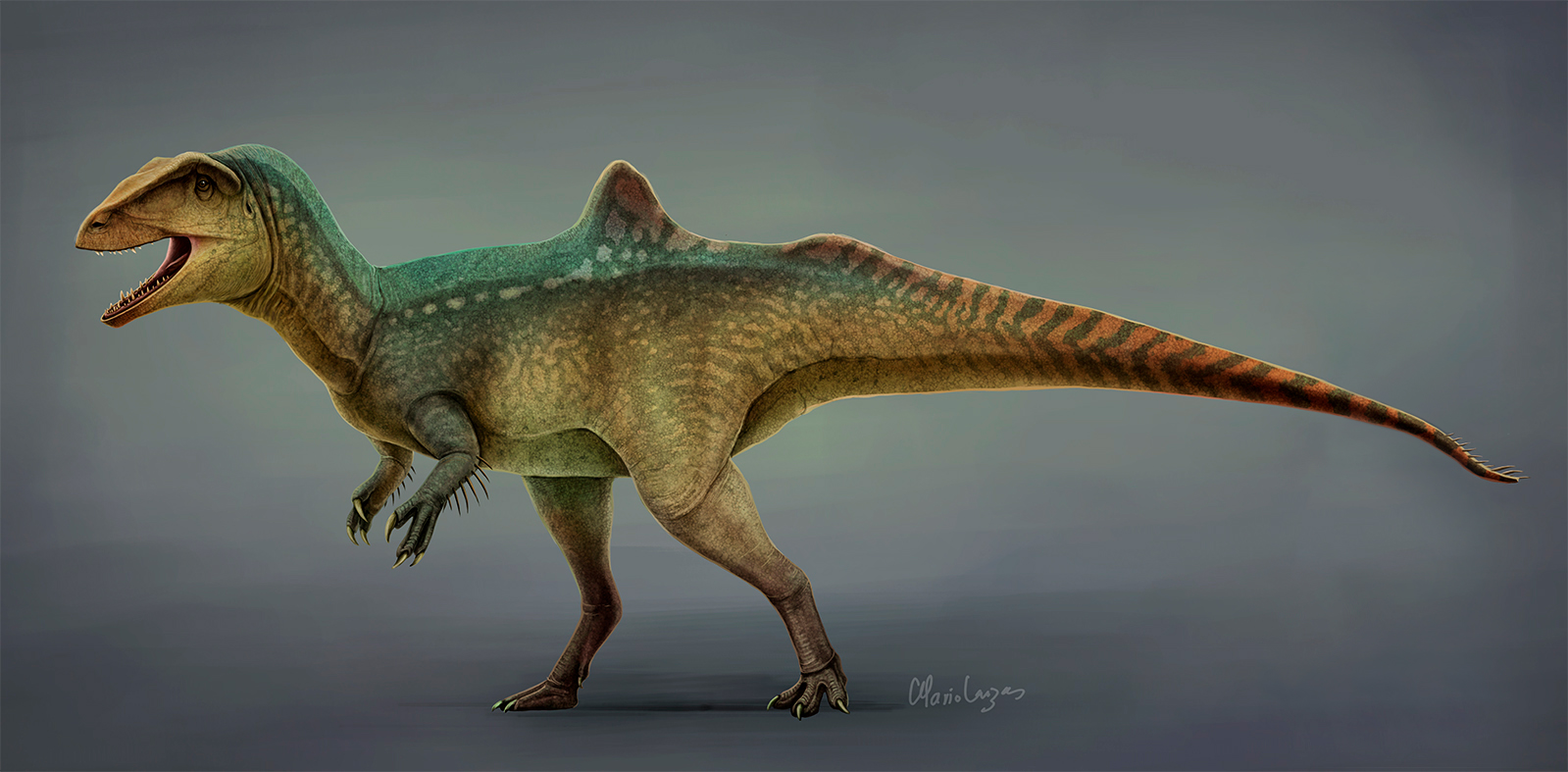
Художня реконструкція конкавенатора

Конкавенатор мав утворення на ліктьовій кістці, що нагадували пір'яні наконечники. Ця особливість відома лише у птахів та інших пернатих тероподів, таких як велоцираптор. Ці пір'яні стержні створюються зв'язками, які прикріплюються до пір'яного фолікула, і, оскільки лусочки не утворюються з фолікулів, автори відкинули ймовірність того, що вони можуть вказувати на наявність довгих дисплейних лусочок на руках конкавенаторів. Натомість вважається, що на стержні кріпилися прості, порожнисті, схожі на голки структури. Подібні риси відомі як у целурозаврів, таких як Dilong, так і у деяких птахотазових, таких як Tianyulong і Psittacosaurus. Якщо голки птахотазових гомологічні пір'ю птахів, їхня присутність у Concavenator та інших алозаврових була б очікуваною. Однак, якщо голки птахотазових не пов'язані з пір'ям, то наявність цих структур у конкавенатора свідчить про те, що пір'я почало з'являтися в більш ранніх, більш примітивних формах, ніж у целурозаврів. 

## Класифікація

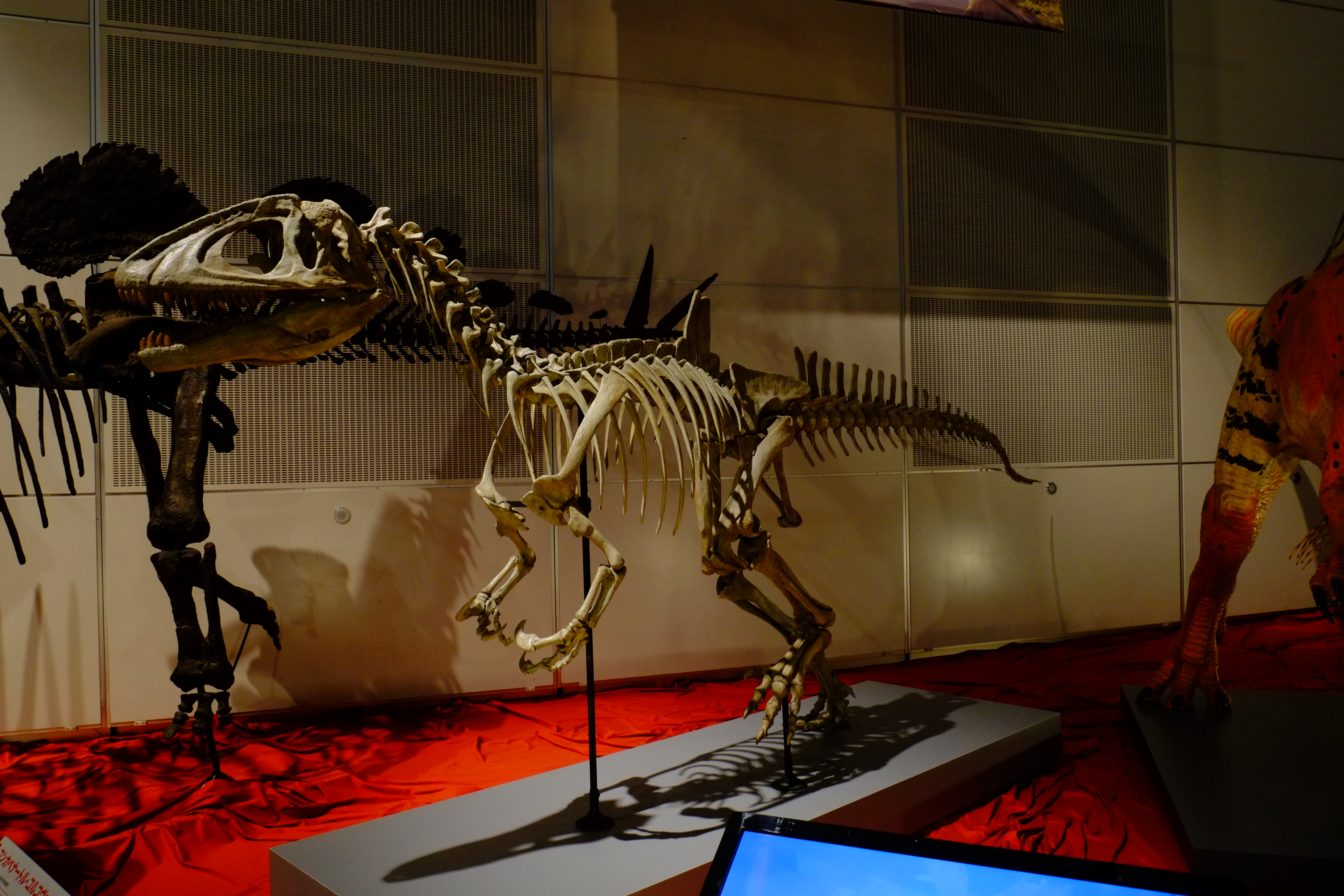
Реконструкція скелета

Наступна кладограма за Novas та ін., 2013, ілюструє його місце в кладі Carcharodontosauria:
|  | Tyrannotitan                                                  |
|  |                                                               |
|  | \| \| Mapusaurus \| \| \| \| \| \| Giganotosaurus \| \| \| \| |
|  |                                                               |
|  | Mapusaurus                                                    |
|  |                                                               |
|  | Giganotosaurus                                                |
|  |                                                               |

|  | Mapusaurus     |
|  |                |
|  | Giganotosaurus |
|  |                |

|  | Tyrannotitan                                                  |
|  |                                                               |
|  | \| \| Mapusaurus \| \| \| \| \| \| Giganotosaurus \| \| \| \| |
|  |                                                               |
|  | Mapusaurus                                                    |
|  |                                                               |
|  | Giganotosaurus                                                |
|  |                                                               |

|  | Mapusaurus     |
|  |                |
|  | Giganotosaurus |
|  |                |

|  | Tyrannotitan                                                  |
|  |                                                               |
|  | \| \| Mapusaurus \| \| \| \| \| \| Giganotosaurus \| \| \| \| |
|  |                                                               |
|  | Mapusaurus                                                    |
|  |                                                               |
|  | Giganotosaurus                                                |
|  |                                                               |

|  | Mapusaurus     |
|  |                |
|  | Giganotosaurus |
|  |                |

|  | Tyrannotitan                                                  |
|  |                                                               |
|  | \| \| Mapusaurus \| \| \| \| \| \| Giganotosaurus \| \| \| \| |
|  |                                                               |
|  | Mapusaurus                                                    |
|  |                                                               |
|  | Giganotosaurus                                                |
|  |                                                               |

|  | Mapusaurus     |
|  |                |
|  | Giganotosaurus |
|  |                |